# Diüresi
Diüresi (del grec diourein, orinar) és la secreció d'orina. Hi intervenen tres processos: la filtració glomerular i la reabsorció i la secreció tubulars. La filtració glomerular és aproximadament de 130 ml/minut, dels quals el 98% són reabsorbits pel túbul proximal; el tub distal completa la reabsorció de l'aigua, del clorur de sodi i de la urea, i afegeix a l'orina cations inorgànics (hidrogen, sodi, potassi). El volum final d'orina eliminada és d'1 a 2 litres diaris.